# Championnat du Piauí de football
Le championnat du Piauí de football ou championnat piauiense (campeonato piauiense en portugais) est une compétition de football qui réunit les clubs de l'État du Piauí, au Brésil. Il est organisé depuis 1941.

## Les clubs de l'édition 2010
- 4 de Julho (Piripiri)
- Barras FC (Barras)
- Comercial AC (Campo Maior)
- AA Cori-Sabbá (Floriano)
- EC Flamengo (Teresina)
- Parnahyba SC (Parnaíba)
- SE Picos (Picos)
- Ríver AC (Teresina)